# كينيث دي فيتا جنسن
كينيث دي فيتا جنسن (بالنرويجية البوكمول: Kenneth Di Vita Jensen)‏ (22 يوليو 1990 في النرويج - ) هو لاعب كرة قدم نرويجي في مركز الهجوم. شارك مع منتخب النرويج تحت 16 سنة لكرة القدم ومنتخب النرويج تحت 17 سنة لكرة القدم ومنتخب النرويج تحت 18 سنة لكرة القدم. أما مع النوادي، فقد لعب مع نادي فريدريكستاد وUllern IF ‏ وUllensaker/Kisa IL ‏ وMoss FK ‏ وHønefoss BK ‏ وJevnaker IF ‏.

## وصلات خارجية
- كينيث دي فيتا جنسن على موقع اتحاد النرويج (النرويجية)
- كينيث دي فيتا جنسن على موقع قاعدة بيانات كرة القدم.إي يو (الإنجليزية)
- كينيث دي فيتا جنسن على موقع Soccerway.com (الإنجليزية)